# Curtis Counce
Curtis Counce, né le 23 janvier 1926 à Kansas City, dans le Missouri, est un contrebassiste de jazz américain. C'est un représentant du Jazz West Coast.

## Biographie
Curtis débute dans le big band de Nat Towles, à Omaha à l'âge de 16 ans. En 1945, il s'installe en Californie où il travaille dans le groupe de rhythm and blues de Johnny Otis.
Au début des années 1950, il devient un des principaux bassistes des enregistrements studio du Jazz West Coast, avant, en 1956, de fonder son propre groupe, le Curtis Counce Quintet dont font partie Carl Perkins, Jack Sheldon, Harold Land et Frank Butler. Le groupe enregistre une série de disques pour Contemporary Records.
Curtis Counce meurt en juillet 1963 d'une crise cardiaque.

## Discographie partielle

### Comme leader
- 1957, The Curtis Counce Group, Vol. 2: Counceltation, Contemporary Records
- The Curtis Counce Group (Contemporary, 1956)
- You Get More Bounce with Curtis Counce! (Contemporary, 1957)
- Carl's Blues (Contemporary, 1957 [1960])
- Sonority (Contemporary, 1956-58 [1989])
- Exploring the Future (Dooto, 1958)

### Comme sideman
Avec Chet Baker & Art Pepper
- Playboys (Pacific Jazz, 1956)

Avec Clifford Brown
- The Boss Man (Time, 1954)
- Best Coast Jazz (Emarcy, 1954)
- Clifford Brown All Stars (Emarcy, 1954 [1956])

Avec Teddy Charles
- Collaboration West (Prestige, 1953 [1956])
- Evolution (Prestige, 1955 [1957])

Avec Maynard Ferguson
- Maynard Ferguson's Hollywood Party (EmArcy, 1954)
- Dimensions (EmArcy, 1955)

Avec Jimmy Giuffre
- Jimmy Giuffre (Capitol, 1955)

Avec Illinois Jacquet
- Illinois Jacquet and His Orchestra (Verve, 1956)

Avec Stan Kenton
- Cuban Fire! (Capitol, 1956)

Avec Shelly Manne
- The West Coast Sound (Contemporary, 1953 [1955])

Avec Shorty Rogers
- Shorty Rogers and His Giants (RCA Victor, 1953)
- Cool and Crazy (RCA Victor, 1953)
- Shorty Rogers Courts the Count (RCA Victor, 1954)
- Collaboration (RCA Victor, 1954) avec André Previn
- The Swinging Mr. Rogers (Atlantic, 1955)
- Way Up There (Atlantic, 1955 [1957])

Avec d'autres
- New Directions avec Teddy Charles Quartet (Esquire, 1954)
- Tanganyika: Modern AfroAmerican Jazz avec Buddy Collette and Chico Hamilton (DIG, 1954)
- Group Activity avec Bob Cooper (Fresh Sounds, 1954)
- The Complete 1954-1955 Kenton Presents Sessions avec Claude Williamson Trio (Fresh Sounds, 1955)
- Lyle Murphy and his Orchestra avec Lyle Murphy (Contemporary, 1955)
- The Aladdin Sessions avec Lester Young (Blue Note, 1975)
- Jazz Beginnings 1956-58 avec John Williams (de) (Fresh Sounds, 2006)
- 1954 : Herb Geller, Milt Bernhart, John Graas, Don Fagerquist, Marty Paich, Howard Roberts, Curtis Counce, Larry Bunker : Jazz Studio 2 - From Hollywood, Decca, DL 8079

## Sources
- Notices d'autorité :   - VIAF
  - ISNI
  - BnF (données)
  - IdRef
  - LCCN
  - GND
  - Italie
  - CiNii
  - Espagne
  - Pays-Bas
  - WorldCat
- Courte biographie sur le site Allmusic.com